# Haideschachen
Haideschachen ist eine kleine Häusergruppe, die südöstlich der vogtländischen Stadt Auerbach liegt und zu den Auerbacher kleinen Waldorten zählt.

## Lage
Haideschachen liegt südöstlich von Auerbach nahe der Quelle der Pöltzsch. Nordöstlich liegen Vogelsgrün und Schnarrtanne, nordwestlich Brunn. Der Ort liegt am Rande eines Waldgebietes auf etwa 627 m.

## Geschichte
Der Ort ist nach 1816 als Haideschachen oder, 1821 bis 1831, als der Heid Schachen, bekannt. Bis 1909 war der Ort nach Auerbach gepfarrt, seither ist er zur Schnarrtanner Gemeinde gehörig.
Haideschachen gehörte 1834 zur Auerbacher Waldgemeinde, 1875 zu Tannenbergsthal, 1905 zu Vogelsgrün und 1950 zu Schnarrtanne. Seit 1994 gehört die Häusergruppe zu Auerbach.
Einwohnerzahlen wurden 1834 und 1890 mit denen von Georgengrün (bei Auerbach) ausgewiesen. 1871 lebten in Haideschachen 11 und 1875  7 Personen in einem Haus.

## Belege
1. ↑  Haideschachen – HOV | ISGV. Abgerufen am 22. Januar 2023.
2. ↑  'Alphabetisches Taschenbuch sämmtlicher im Königreiche Sachsen belegenen Ortschaften und der besonders benannten Wohnplätze : mit Angabe der politischen Gemeinden, der Amtsgerichte, der Landgerichte, der Kreishauptmannschaften, der Amtshauptmannschaften und der Gendarmerie-Bezirke, der Gebäude- und Einwohnerzahlen am 1. Dezember 1875, sowie der Postbestellanstalten' - Digitalisat | MDZ. Abgerufen am 22. Januar 2023.
3. ↑  'Generalübersicht sämmtlicher Ortschaften des Königreichs Sachsen nach der neuen Organisation der Behörden mit Angabe ihrer Einwohner- und Häuserzahl am 1. December 1871 : Zusammengestellt vom K. sächs. statist. Bureau' - Digitalisat | MDZ. Abgerufen am 22. Januar 2023.